# Giuseppe Rigutini
Giuseppe Rigutini  (* 29. August 1829 in Lucignano; † 23. Mai 1903 in Florenz) war ein italienischer Altphilologe, Romanist, Italianist, Germanist und Lexikograf.

## Leben und Werk
Rigutini war Gymnasiallehrer für alte Sprachen und trat mit zahlreichen Übersetzungen hervor. 1866 ging er an die Accademia della Crusca und war bis 1897 in der Funktion eines „Accademico bibliotecario“. Er erarbeitete mehrere lexikografische Projekte, u. a. in Zusammenarbeit mit Pietro Fanfani und seinem Schwiegersohn Oskar Bulle. Daneben lehrte er an den Universitäten Pisa und Florenz. Er war mit der Übersetzerin Giulia Rigutini-Weismann verheiratet. In Florenz und Lucignano sind Straßen, in Lucignano ist eine Schule nach ihm benannt. In Lucignano fand 2003 die Gedenkveranstaltung „L’Opera di Giuseppe Rigutini a cento anni dalla sua scomparsa (Lucignano, 22 novembre 2003)“ statt.

## Werke (Auswahl)
- mit Pietro Fanfani: Vocabolario italiano della lingua parlata. Barbèra, Florenz 1875 (bis 1920).
- I neologismi buoni e cattivi più frequenti nell'uso odierno. Libro compilato pei giovani italiani. Verdesi, Rom 1886.
- Vocabolario Greco-Italiano e Italiano-Greco. Barbera, Florenz 1889; zuletzt bearbeitet von Fritz Bornmann (1929–1998), Barbera, Florenz 1954.
- Vocabolario diamante della lingua italiana. Barbera, Firenze 1895 (zuletzt 1948).
- mit Oskar Bulle: Nuovo dizionario italiano-tedesco e tedesco italiano / Neues italienisch-deutsches und deutsch-italienisches Wörterbuch. 2 Bände. Tauchnitz/Hoepli, Leipzig/Mailand 1896–1900; 6. Auflage, 1920; Tauchnitz, Leipzig 1939; Nachdruck: Hoepli/Zanichelli, Mailand/Bologna 1981.
- Voci e maniere del parlar fiorentino. Giunte ed osservazioni al vocabolario toscano. Le Lettere, Florenz 1974 (Nachdruck, ursprünglich 1870 und 1864).
- Bearbeitet von Niccolò Tommaseo: Dizionario dei sinonimi della lingua italiana. Einführung von Aldo Borlenghi (1913–1978). Vallardi/Piccin, Mailand/Padua 1984 (zuerst 1880).